# Carlo Giuliani
Carlo Giuliani (Roma, 14 de março de 1978 – Gênova, 20 de julho de 2001) foi um jovem anarquista italiano, morto pela polícia durante as manifestações contra a reunião de cúpula do G8, realizada em Gênova, de 19 a 21 de julho de 2001. Giuliani foi atingido por um tiro de pistola, disparado de dentro de uma viatura policial. Em seguida, foi atropelado duas vezes pelo mesmo veículo.
Era filho de Giuliano Giuliani, ativista sindical da CGIL e de Haidi Giuliani, atualmente senadora pelo Partido da Refundação Comunista.

## Filmografia
- Documentário Carlo Giuliano, ragazzo, de Francesca Comencini (2002)
- Documentário Quale verità per Piazza Alimonda? (ARCI e Liberazione,2006)